# 岩切善信
岩切 善信（いわきり よしのぶ）は、戦国時代から安土桃山時代にかけての武将。島津氏の家臣。
古代より日向国に続く有力豪族日下部氏の末裔と言われる岩切氏の生まれであり、父の岩切左京亮信朗から兵術を学び、弘治3年（1557年）には島津忠良に仕えて大隅国の蒲生範清攻めに従軍する。後の日向の伊東氏攻めでは軍功をあげ、天正4年（1576年）からは松齢公（島津義弘）に仕え、天正9年（1581年）の水俣城攻めでは島津義弘の役者（神事・仏事に携わる者）を務めた。天正14年（1586年）には豊後国の大友氏攻めに従軍し、慶長4年（1599年）の庄内の乱の際には、凱歌を唱えたと伝えられている。年度不明ながら8月7日に没した。

## 関連書籍
- 山本大、小和田哲男『戦国大名家臣団辞典　西国編』（新人物往来社、1981年）